# 阿尔冈昆人

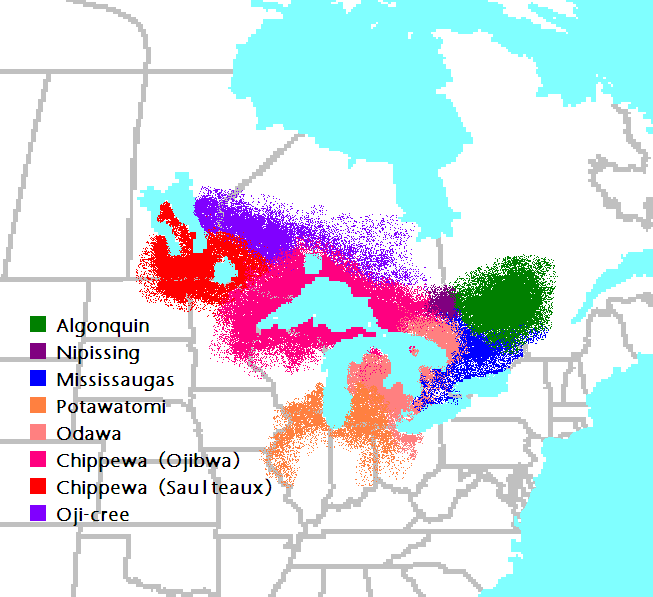
1800年左右阿岡昆人的分布

阿爾岡昆人是現居住在加拿大東部的原住民。他們使用阿爾岡昆語，屬於阿爾岡昆語族。在文化和語言上，他們與渥太華人、波多沃米人、奧吉布瓦人（包括奧吉-克里人）、密西沙加人和尼皮辛人密切相關，並與他們組成更大的尼什那比第一民族。阿岡昆人自稱為Omàmiwinini（複數型：Omàmiwininiwak）或更通用的名稱阿尼什那貝人。
大多數阿爾岡昆人居住在魁北克。該省的九個具公認地位的阿爾岡昆社區和安大略省一個社區的總人口約為17,002人。此外，還有其他地位不受承認的社區，其中一些存在爭議。阿爾岡昆人是加拿大魁北克省南部和安大略省東部的原住民。
傳統上，阿爾岡昆人信奉一種名為「靈醫社」的傳統宗教。他們相信他們被自然界中的許多稱為「manitòk」的自然神靈所包圍。在17和18世紀，法國傳教士使許多阿爾岡昆人皈依了天主教。今天，許多阿爾岡昆人仍信奉傳統的靈醫社或其與基督信仰的融合。
阿爾岡昆人的主要饮食来源为打獵、捕魚；主要手工业有制陶、编框、织席。
聚居形态：族群居住在圆形木屋和帐篷中。